# Bugarska
Bugarska (bug. България, latinizirano: Bǎlgarija), službeno Republika Bugarska, država je u Jugoistočnoj Europi. Na sjeveru graniči s Rumunjskom, sa Srbijom i Sjevernom Makedonijom na zapadu, Grčkom i Turskom na jugu, a na istoku ima obalu na Crnome moru. Prostire se na području površine 110 994 km² i 16. je po veličini država u Europi. Sofija je glavni i najveći grad države, a ostali su veći gradovi Plovdiv, Varna i Burgas.
Jedna od najranijih prapovijesnih zajednica u zemljama današnje Bugarske bila je neolitska Karanovska kultura iz 6500. pr. Kr. Od 6. do 3. stoljeća pr. Kr. na području sadašnje Bugarske vodili su borbu za prevlast Tračani, Perzijanci, Kelti i Antički Makedonci. Politička stabilnost nastupa rimskim osvajanjem područja današnje Bugarske 45. godine, a s propašću rimske države ponovno su se rasplamsali plemenski sukobi i provale različitih naroda. Oko 6. stoljeća ova su područja naselili rani Slaveni. Protobugari predvođeni Asparuhom napali su iz zemalja (Stare Velike) Bugarske i trajno zauzeli taj dio Europe u kasnom 7. stoljeću. Osnovali su (Podunavsku) Bugarsku koju je Bizantsko carstvo priznalo ugovorom iz 681. godine. Bugarsko carstvo vladalo je većim dijelom Jugoistočne Europe i značajno utjecalo na slavenske narode razvojem ćirilice. Prvo bugarsko carstvo trajalo je do ranog 11. stoljeća kada ga je bizantski car Bazilije II. osvojio i razorio. Uspješna bugarska pobuna 1185. uspostavila je Drugo bugarsko carstvo koje je dosegnulo svoj vrhunac pod Ivanom Asenom II. (1218. – 1241.). Nakon brojnih iscrpljujućih ratova i feudalnih sukoba carstvo se raspalo 1396. godine i palo pod osmansku vlast na gotovo pet stoljeća.
Rusko-turski rat (1877. – 1878.) imao je za posljedicu stvaranje treće, sadašnje, bugarske države. Mnogi etnički Bugari ostali su izvan granica nove nacije, a to je potaknulo iredentističke težnje koje su dovele do nekoliko sukoba sa susjedima i saveza s Njemačkom u oba svjetska rata. Godine 1946. Bugarska je postala dijelom Istočnoga bloka pod sovjetskim vodstvom, postala je socijalistička država. Vladajuća Komunistička partija odrekla se svojega jednovlašća nakon revolucija 1989. i dopustila višestranačke izbore. Bugarska je tada prešla na demokratski parlamentarni sustav i tržišno gospodarstvo. Od usvajanja demokratskoga ustava 1991. godine Bugarska je bila unitarna parlamentarna republika koju je činilo 28 pokrajina s visokim stupnjem političke, upravne i gospodarske centralizacije.
Bugarska je zemlja u razvoju s gospodarstvom višega srednjega dohotka i nalazi se na 56. mjestu prema indeksu ljudskog razvoja. Njezino tržišno gospodarstvo dio je jedinstvenoga europskoga tržišta i uglavnom se temelji na uslugama, a zatim slijede industrija – posebice izgradnja strojeva i rudarstvo – te poljoprivreda. Rasprostranjena korupcija velik je društveno-gospodarski problem. Bugarska je rangirana kao najkorumpiranija zemlja Europske unije u 2018. Suočava se s demografskom krizom, godišnjim smanjenjem stanovništva koje traje od 1990. Trenutno broji otprilike sedam milijuna stanovnika, što je značajno smanjenje od vrhunca od gotovo devet milijuna koji je dosegnula 1988. godine. Bugarska je članica Europske unije, NATO- a i Vijeća Europe, također je članica utemeljiteljica OESS-a i triput je zauzela mjesto u Vijeću sigurnosti Ujedinjenih naroda.

## Etimologija
Ime Bugarska potječe od Protobugara, plemena turkijskog podrijetla koje je osnovalo Prvo bugarsko carstvo. Njihovo ime nije u potpunosti razjašnjeno i teško ga je pronaći prije 4. stoljeća nove ere, ali moguće je da potječe od praturske riječi bulģha ('miješati', 'tresti') i njezine izvedenice bulgak ('pobuna', 'nered'). Značenje se dalje može proširiti na 'pobuniti se', 'poticati' ili 'proizvesti stanje nereda', pa tako, u izvedenici, 'ometači'. Plemenske skupine u unutarnjoj Aziji s fonološki bliskim imenima često su opisivane sličnim terminima, kao Buluoji, sastavnica peterih barbarskih skupina koje su tijekom 4. stoljeća prikazivane i kao mješanci i smutljivci.

## Povijest

### Prapovijest i antika
Ostaci neandertalaca na tom području datiraju iz razdoblja prije oko 150 000 godina ili srednjeg paleolitika i neki su od najranijih tragova ljudske aktivnosti u zemljama moderne Bugarske. Pronađeni ostaci Homo sapiensa datirani su na 47 000 godina pr. Kr. Ovi su ostaci najraniji dokaz migriranja modernih ljudi u Europu. Karanovska kultura nastala je oko 6500 godina pr. Kr. i bila je jedno od nekoliko neolitskih društava u regiji koja su razvila poljoprivredu. Varnskoj kulturi iz bakrenog doba (peto tisućljeće pr. Kr.) pripisuje se izum metalurgije zlata. Blago Varnske nekropole sadrži najstariji zlatni nakit na svijetu čija je približna starost preko 6000 godina. Ovo je blago bilo dragocjeno otkriće koje je omogućilo razumijevanje društvene hijerarhije i stratifikacije u najranijim europskim društvima.
Tračani, jedna od tri primarne skupine predaka modernih Bugara, pojavili su se na Balkanskom poluotoku nešto prije 12. stoljeća pr. Kr. Istaknuli su se u metalurgiji i imali su određen kulturni utjecaj na Antičke Grke, koji su preuzeli su njih Orfejeve i Dionizijeve kultove, ali nikad nisu razvili državni sustav vlasti, već su ostali na plemenskoj strukturi vladanja. Perzijsko Ahemenidsko Carstvo osvojilo je dijelove današnje Bugarske (osobito istočnu Bugarsku) u 6. stoljeću pr. Kr. i zadržalo je kontrolu nad regijom do 479. godine pr. Kr. Invazija je postala katalizator za jedinstvo Tračana, a većina njihovih plemena ujedinila se pod kraljem Teresom i formirala Odrisko Kraljevstvo 470-ih godina pr. Kr. Ovo je kraljevstvo oslabio i natjerao u vazalstvo Filip II. Makedonski 341. pr. Kr., a područje su napali Kelti u 3. stoljeću i ondje osnovali svoju državu s glavnim gradom Tilisom. Područje Bugarske konačno postaje provincija Rimskog Carstva 45. godine.
Do kraja 1. stoljeća nove ere rimska je uprava uspostavljena nad cijelim Balkanskim poluotokom, a kršćanstvo se počelo širiti u regiji u 4. stoljeću. Gotsku Bibliju – prvu knjigu na germanskom jeziku – stvorio je gotski biskup Ulfila u današnjoj sjevernoj Bugarskoj oko 381. Regija je došla pod kontrolu Bizanta nakon pada Zapadnog Rimskog Carstva 476. godine. Bizant je vodio dugotrajni rat protiv Perzije i nije mogao obraniti svoje balkanske teritorije od barbarskih napada. To je omogućilo Slavenima da kao pljačkaši uđu na Balkanski poluotok, prvenstveno kroz područje između rijeke Dunav i Balkanskih planina poznato kao Mezija. Postupno je unutrašnjost poluotoka postala zemlja Južnih Slavena. Slaveni su asimilirali djelomično helenizirane, romanizirane i gotizirane Tračane u ruralnim područjima.

### Prvo Bugarsko Carstvo
Nedugo nakon slavenskog prodora, Mezija je ponovno napadnuta, ovaj put od strane Protobugara pod kanom Asparuhom. Njihova horda bila je ostatak stare Velike Bugarske, izumrle plemenske konfederacije smještene sjeverno od Crnog mora u današnjoj Ukrajini i južnoj Rusiji. Asparuh je 680. godine napao bizantske teritorije u Meziji i pokorio tamošnja slavenska plemena. Mirovni ugovor s Bizantskim Carstvom potpisan je 681. godine, označavajući utemeljenje Prvog bugarskog carstva. Manjinski Protobugari činili su blisko povezanu vladajuću kastu.
Novi vladari koji su preuzimali vlast jačali su bugarsku državu tijekom 8. i 9. stoljeća. Krum je uveo pisani zakonik i zaustavio veliki bizantski prodor u bitci kod Pliske, u kojoj je ubijen bizantski car Nikefor I. Boris I. ukinuo je 864. godine poganstvo u korist istočnog pravoslavnog kršćanstva. Pokrštavanje je pratilo bizantsko priznanje bugarske crkve i prihvaćanje ćirilice, razvijene u glavnom gradu Preslavu. Zajednički jezik, vjera i pismo ojačali su središnju vlast i postupno stopili Slavene i Protobugare u jedinstveni narod koji govori jednim slavenskim jezikom. Zlatno doba započelo je tijekom 34-godišnje vladavine Simeona Velikog, pod čijom je vlašću država dosegla najveće teritorijalno proširenje.
Nakon Simeonove smrti, Bugarska je oslabljena ratovima s Mađarima i Pečenezima i širenjem bogumilske hereze. Grad Preslav u konačnici je zauzela bizantska vojska 971. godine nakon uzastopnih ruskih i bizantskih invazija. Carstvo se nakratko oporavilo od napada pod Samuilom, no bizantski car Bazilije II porazio je bugarsku vojsku kod Ključa 1014. godine. Samuilo je umro ubrzo nakon bitke, a 1018. Bizant je u potpunosti osvojio Prvo bugarsko carstvo. Nakon osvajanja, Bazilije II je spriječio pobune zadržavši vlast lokalnog plemstva, integrirajući ih u bizantsku birokraciju i aristokraciju i oslobodivši njihove zemlje obveze plaćanja poreza u zlatu, dopuštajući umjesto toga porez u naturi. Bugarska patrijaršija svedena je na arhiepiskopiju, ali je zadržala svoj autokefalni status i svoje biskupije.

### Drugo bugarsko carstvo
Bizantska unutarnja politika promijenila se nakon Bazilijeve smrti kada je izbio niz neuspješnih pobuna, a najveću je predvodio Petar Deljan. Autoritet Carstva opao je nakon katastrofalnog vojnog poraza kod Manzikerta protiv seldžučkih osvajača, a dodatno su ga potresli križarski ratovi. Time su spriječeni bizantski pokušaji helenizacije i stvoreno je plodno tlo za daljnji ustanak. Godine 1185. plemići iz dinastije Asen Ivan Asen I. i Petar IV. organizirali su veliki ustanak i uspjeli ponovno uspostaviti bugarsku državu. Ivan Asen i Petar postavili su temelje Drugog bugarskog carstva s prijestolnicom u Trnovu.
Kalojan, treći od asenskih monarha, proširio je svoju vlast na Beograd i Ohrid. Priznao je duhovno vrhovništvo pape i primio kraljevsku krunu od papinskog legata. Carstvo je dosegnulo svoj zenit pod Ivanom Asenom II. (1218. – 1241.), kada su se njegove granice proširile do obala Albanije, Srbije i Epira, dok su trgovina i kultura cvjetali. Vladavina Ivana Asena također je obilježena odmakom od Rima u vjerskim pitanjima.
Dinastija Asena izumrla je 1257. godine. Uslijedili su unutarnji sukobi i neprekidni bizantski i ugarski napadi, koji su Mongolima omogućili uspostavljanje suvereniteta nad oslabljenom bugarskom državom. Godine 1277. svinjar Ivajlo poveo je veliku seljačku pobunu koja je protjerala Mongole iz Bugarske i nakratko ga učinila carem. S vlasti su ga 1280. svrgnuli feudalni veleposjednici, čiji su frakcijski sukobi prouzročili da se Drugo bugarsko carstvo raspalo na male feudalne posjede sve do 14. stoljeća. Ove rascjepkane krnje države, dva carstva u Vidinu i Trnovu i Despotovina Dobrudža, postale su lak plijen za novu prijetnju koja je pristizala s jugoistoka: Osmanske Turke.

### Osmanska vlast
Bizantinci su najprije 1340-ih zaposlili Osmanlije kao plaćenike, koji su kasnije sami postali osvajači. Sultan Murat I. osvojio je Adrijanopol od Bizanta 1362.; Sofija je pala 1382., a nakon nje Shumen 1388. Osmansko Carstvo završilo je osvajanje bugarskih zemalja 1393. godine kada je Trnovo opljačkano nakon tromjesečne opsade i bitke kod Nikopolja koja je dovela do pada Vidinskog carstva 1396. godine. Sozopol je bio posljednje bugarsko naselje koje je palo 1453. Bugarsko plemstvo je eliminirano, a seljaštvo je porobljeno od osmanskih gospodara, dok je velik dio obrazovanog svećenstva pobjegao u druge zemlje.
Bugari su bili podvrgnuti teškim porezima (uključujući devširme ili danak u krvi), njihova kultura je potisnuta i doživjeli su djelomičnu islamizaciju. Osmanske vlasti uspostavile su vjersku upravnu zajednicu pod nazivom Rum milet, koja je upravljala svim pravoslavcima bez obzira na njihovu etničku pripadnost. Većina mjesnoga stanovništva tada je postupno izgubila nacionalnu svijest, identificirajući se samo po vjeri. Svećenstvo koje je ostalo u nekim izoliranim samostanima održalo je svoj etnički identitet na životu, omogućivši mu opstanak u udaljenim seoskim područjima, i u katoličkoj zajednici na sjeverozapadu zemlje.
Kako je osmanska moć počela slabiti, Habsburška Monarhija i Rusija vidjele su bugarske kršćane kao moguće saveznike. Austrijanci su prvo podržali ustanak u Trnovu 1598., zatim drugi 1686., Čiprovački ustanak 1688. i konačno Karpoševu pobunu 1689. Rusko se Carstvo također nametnulo kao zaštitnik kršćana u osmanskim zemljama sporazumom iz Küçük Kaynarca 1774.
Zapadnoeuropsko prosvjetiteljstvo u 18. stoljeću utjecalo je na početak bugarskoga nacionalnoga preporoda. Obnovila je nacionalnu svijest i dala ideološku podlogu oslobodilačkoj borbi, što je rezultiralo Travanjskim ustankom 1876. godine. Dok su osmanske vlasti gušile pobunu, ubijeno je do 30 000 Bugara. Masakri su potaknuli velike sile na djelovanje. Sazvali su Carigradsku konferenciju 1876., ali njihove je odluke Osmansko Carstvo odbacilo. To je omogućilo Ruskom Carstvu traženje vojnoga rješenja bez opasnosti od sukoba s drugim velikim silama, kao što se dogodilo u Krimskom ratu. Godine 1877. Rusija je objavila rat Osmanlijama i porazila ih uz pomoć bugarskih pobunjenika, posebno tijekom ključne bitke na prijevoju Šipka koja je osigurala ruski nadzor nad glavnom cestom prema Carigradu.

### Treća bugarska država
Rusija i Osmansko Carstvo potpisali su 3. ožujka 1878. godine Sanstefanski mir. Trebalo je uspostaviti autonomnu bugarsku kneževinu koja obuhvaća Meziju, Makedoniju i Trakiju, otprilike na teritorijima Drugoga bugarskoga carstva, i ovaj se dan danas slavi državni praznik Dan nacionalnoga oslobođenja. Ostale su velike sile odmah odbacile ugovor iz straha da bi tako velika država na jugoistoku Europe mogla ugroziti njihove interese. Zamijenjen je Berlinskim ugovorom, potpisanim 13. srpnja. Njime je predviđena mnogo manja država, Kneževina Bugarska, koja se sastoji samo od Mezije i okolice Sofije, ostavljajući veliki dio etničkih Bugara izvan novoosnovane države. To je značajno pridonijelo bugarskom vojnom pristupu vanjskim poslovima tijekom prve polovice 20. stoljeća.
Bugarska je kneževina pobijedila u ratu protiv Srbije i pripojila poluautonomno osmansko područje Istočne Rumelije 1885., koje se kasnije proglasilo neovisnom državom 5. listopada 1908. U godinama nakon neovisnosti, Bugarska je jačala svoju vojnu moć i često se nazivala „balkanskom Pruskom ”. Sudjelovala je u tri uzastopna sukoba između 1912. i 1918., dva balkanska rata i Prvom svjetskom ratu. Nakon teškoga poraza u Drugom balkanskom ratu, Bugarska se opet našla na strani gubitnika kao posljedica saveza sa Središnjim silama u Prvom svjetskom ratu. Unatoč tome što je unovačila više od četvrtinu svoga stanovništva i stvorila vojsku od 1 200 000 vojnika, nakon početnih vojnih uspjeha u nekoliko odlučujućih pobjeda kod Doirana i Monastira, država je kapitulirala 1918. godine. Rat je rezultirao značajnim teritorijalnim gubicima i smrću 87 500 vojnika. Više od 253 000 izbjeglica s izgubljenih teritorija uselilo se je u Bugarsku od 1912. do 1929., što je dodatno opteretilo već uništeno nacionalno gospodarstvo.
Nastali politički nemiri doveli su do uspostave kraljevske vlasti cara Borisa III. (1918. – 1943.). Bugarska je ušla u Drugi svjetski rat 1941. kao članica Osovine, ali je odbila sudjelovati u operaciji Barbarossa i spasila svoje židovsko stanovništvo od deportacije u sabirne logore. Nakon iznenadne smrti Borisa III. sredinom 1943. i okretanjem ratnih izgleda protiv Njemačke, Bugarsku su zahvatila politička previranja, a komunistički gerilski pokret dobio na zamahu. Vlada Bogdana Filova nije uspjela postići mir sa Saveznicima. Bugarska nije udovoljila sovjetskim zahtjevima za protjerivanjem njemačkih snaga sa svoga teritorija, što je rezultiralo objavom rata i invazijom SSSR-a u rujnu 1944. Domovinski front, u kojemu su prevladavali komunisti preuzeo je vlast, okončao savezništvo sa Silama osovine i pridružio se savezničkoj strani do kraja rata. Bugarska je pretrpjela malu ratnu štetu, a Sovjetski Savez nije tražio nikakvu odštetu. Ali, svi ratni teritorijalni dobici, sa značajnom iznimkom Južne Dobrudže, izgubljeni su.
Ljevičarski državni udar 9. rujna 1944. doveo je do ukidanja monarhije i pogubljenja oko 1000 – 3000 disidenata, vojnika i članova bivše kraljevske elite, no tek je 1946. nakon referenduma uspostavljena jednostranačka narodna republika. Bugarska je pala pod sovjetsku sferu utjecaja predvođena Georgijem Dimitrovim (1946. – 1949.), koji je uspostavio represivnu staljinističku državu i pokrenuo brzu industrijalizaciju. Do sredine pedesetih, životni standard je porastao, a politička represija popustila. U planskoj ekonomiji sovjetskog stila pojavile su se neke eksperimentalne tržišno orijentirane politike pod Todorom Živkovom (1954. – 1989.). U usporedbi s ratnim razinama, nacionalni BDP peterostruko se povećao, a BDP po stanovniku učetverostručio se do osamdesetih, iako su se 1960., 1977. i 1980 dogodili ozbiljne epizode povećanja javnoga duga. Živkovljeva kći Ljudmila ojačala je nacionalni ponos promicanjem bugarske baštine, kulture i umjetnosti diljem svijeta. Suočena s padom rodnosti među etničkom bugarskom većinom, Živkovljeva vlada je 1984. prisilila manjinske etničke Turke na usvajanje slavenskih imena u pokušaju njihove asimilacije. Ova politika ishodovala je iseljavanjem oko 300 000 etničkih Turaka u Tursku.
Komunistička partija bila je prisiljena odreći se svojega političkoga monopola 10. studenoga 1989. pod utjecajem revolucija 1989. godine. Živkov je dao ostavku i Bugarska je krenula u tranziciju prema parlamentarnoj demokraciji. Na prvim slobodnim izborima u lipnju 1990. pobijedila je Komunistička partija, sada preimenovana u Bugarsku socijalističku partiju. Novi ustav koji je predviđao izabranoga predsjednika i premijera odgovornog zakonodavnom tijelu usvojen je u srpnju 1991. Novi sustav u početku nije uspio poboljšati životni standard ili stvoriti gospodarski rast, prosječna kvaliteta života i ekonomski učinak ostali su niži nego u komunizmu čak u ranim 2000-ima. Nakon 2001., gospodarski, politički i geopolitički uvjeti znatno su se poboljšali, a Bugarska je 2003. postigla visok status društvenog razvoja. Postala je članica NATO- a 2004. i sudjelovala je u ratu u Afganistanu. Nakon nekoliko godina reformi, pridružila se Europskoj uniji i jedinstvenom tržištu 2007., unatoč zabrinutosti EU zbog raširene korupcije. Bugarska je bila domaćin predsjedanja Vijećem Europske unije 2018. u Nacionalnoj palači kulture u Sofiji.

## Geografija
Bugarska je država u Jugoistočnoj Europi. Površina državnoga teritorija je 110 994 km², ukupna duljina kopnenih granica s pet susjednih zemalja je 1808 km, a duljina obale je 354 km. Zemljopisne koordinate Bugarske su 43° N 25° E . Najznačajnija topografska obilježja zemlje jesu Dunavska nizina, planina Balkan, Tračka nizina i Rilo-Rodopski masiv. Južna granica Dunavske nizine dodiruje podnožje planine Balkan, dok Dunav određuje granicu s Rumunjskom. Tračka nizina je otprilike trokutasta oblika, započinje jugoistočno od Sofije i postupno se širi sve do obale Crnoga mora.
Planina Balkan proteže se sredinom zemlje od granice sa Srbijom na zapadu prema istoku. Na jugozapadnom planinskom području nalaze se dva različita planinska lanca alpskog tipa, Rila i Pirin, koji graniče s nižim, ali prostranijim Rodopima na istoku i srednje visokim planinama na zapadu, sjeverozapadu i jugu, poput Vitoše, Osogova i Belasice. Sa svojih 2925 metara nadmorske visine, planinski je vrh Musala najviša točka u Bugarskoj i na Balkanu. Obala Crnoga mora je pak najniža točka u državi. Ravnice zauzimaju oko jedne trećine teritorija, dok visoravni i brežuljci zauzimaju 41%. Većina su rijeka kratke i s niskim vodostajima. Najduža rijeka koja se nalazi isključivo na bugarskom teritoriju, Iskar, dugačka je 368 kilometara. Struma i Marica dvije su velike rijeke na jugu zemlje.
Bugarska ima raznoliku i promjenjivu klimu, koja je rezultat njezinog položaja na području susreta mediteranskih, oceanskih i kontinentalnih zračnih masa u međudjelovanju s preprečnim učinkom njezinih planina. Sjeverna Bugarska prosječno je 1°C hladnija i ima 200 milimetara više oborina od područja južno od planine Balkan. Temperaturne amplitude značajno variraju u različitim područjima. Najniža zabilježena temperatura je −38,3 °C, dok je najviša 45,2 °C. Prosječna količina padalina je oko 630 milimetara godišnje, a kreće se od 500 milimetara u Dobrudži do više od 2500 milimetara u planinskim područjima. Kontinentalne zračne mase donose značajne količine snježnih oborina tijekom zime.

### Bioraznolikost i okoliš
Međudjelovanje klimatskih, hidroloških, geoloških i topografskih uvjeta imalo je kao posljedicu relativno veliku raznolikost biljnih i životinjskih vrsta. Bugarska bioraznolikost, jedna od najbogatijih u Europi, zaštićena je trima nacionalnim parkovima, 11 parkova prirode, 10 rezervata biosfere i 565 zaštićenih područja. Devedeset i tri od 233 vrste sisavaca u Europi nalaze se u Bugarskoj, kao i 49% vrsta leptira i 30% vrsta vaskularnih biljaka. Sveukupno su prisutne 41 493 biljne i životinjske vrste. Veći sisavci sa znatnom populacijom su jeleni (106 323 jedinke), divlje svinje (88 948), čagljevi (47 293) i lisice (32 326). Jarebice broje oko 328 000 jedinki, što ih čini najrasprostranjenijom divljači. Trećina svih ptica gnjezdarica u Bugarskoj nastanjuju Nacionalni park Rila, koji također ugošćuje arktičke i alpske vrste na velikim nadmorskim visinama. Bogata flora obuhvaća više od 3800 vrsta žilnih biljaka od kojih je 170 endemskih, a 150 ugroženih. Popis većih gljiva u Bugarskoj koji je izradio Bugarski institut za botaniku broji više od 1500 vrsta. Više od 35% kopnene površine pokriveno je šumama.
Godine 1998. bugarska je vlada usvojila Nacionalnu strategiju očuvanja biološke raznolikosti, sveobuhvatan program usmjeren na očuvanje lokalnih ekosustava, zaštitu ugroženih vrsta i očuvanje genetskih resursa. U Bugarskoj se nalaze neka od najvećih područja Natura 2000 u Europi koja pokrivaju 33,8% njezina teritorija. Bugarska je već postigla svoj cilj Protokola iz Kyota o smanjenju emisija ugljikovog dioksida za 30% od 1990. do 2009.
Bugarska je na 30. mjestu u Indeksu ekološke učinkovitosti za 2018., ali ima niske rezultate u kvaliteti zraka. Razine čestica raspršenih u zraku su najviše u Europi, posebno u urbanim područjima s gustim automobilskim prometom i u blizini termoelektrana na ugljen. Jedna od njih, termoelektrana Maritsa Iztok-2 na lignit, uzrokuje najveću štetu zdravlju i okolišu u cijeloj Europskoj uniji. Masovna uporaba pesticida u poljoprivredi i zastarjeli industrijski kanalizacijski sustavi uzrokuju znatno onečišćenje tla i vode. Kvaliteta vode počela se poboljšavati 1998. godine i zadržala je trend umjerenog poboljšanja. Više od 75% površinskih rijeka zadovoljava europske standarde dobre kvalitete.

## Politika
Bugarska je država parlamentarna demokracija u kojoj je premijer šef vlade i najmoćnija izvršna pozicija. Politički sustav ima tri grane, zakonodavnu, izvršnu i sudsku, a svi građani s najmanje 18 godina starosti imaju pravo glasa. Bugarski Ustav također pruža mogućnost izravne demokracije, odnosno peticije i nacionalnog referenduma. Izbore nadzire neovisno Središnje izborno povjerenstvo koje uključuje članove svih glavnih političkih stranaka. Stranke se moraju registrirati kod povjerenstva prije sudjelovanja na nacionalnim izborima. Premijer je obično čelnik stranke koja je dobila najviše glasova na parlamentarnim izborima, iako to nije uvijek slučaj.
Za razliku od premijera, predsjednik Bugarske ima manje ovlasti. Predsjednik se izravno bira i ima ulogu državnog poglavara i vrhovnog zapovjednika oružanih snaga, te ima ovlasti vratiti prijedlog zakona na daljnju raspravu, iako parlament može nadjačati predsjednički veto jednostavnom većinom glasova. Političke stranke okupljaju se u Narodnoj skupštini, tijelu od 240 zastupnika izabranih na četverogodišnji mandat izravnim glasovanjem. Nacionalna skupština ima ovlasti donositi zakone, odobravati proračun, zakazivati predsjedničke izbore, birati i smjenjivati premijera i druge ministre, objavljivati rat, raspoređivati trupe u inozemstvu i ratificirati međunarodne ugovore i sporazume.
Općenito, u Bugarskoj je izvršna vlast uglavnom nestabilna. Bojko Borisov je bio premijer u tri mandata od 2009. do 2021. kada je njegova stranka desnog centra, proeuropska stranka GERB, pobijedila na općim izborima i vladala kao manjinska vlada sa 117 mjesta u Nacionalnoj skupštini. Njegova prva vlada podnijela je ostavku 20. veljače 2013. nakon općih prosvjeda uzrokovanih visokim troškovima komunalnih usluga, niskim životnim standardom, korupcijom i percipiranim neuspjehom demokratskog sustava. Prosvjedni val bio je poznat po samospaljivanjima, spontanim demonstracijama i snažnom raspoloženju protiv političkih stranaka.
Prijevremeni izbori koji su uslijedili u svibnju 2013. rezultirali su tijesnom pobjedom GERB -a, ali je Bugarska socijalistička stranka na kraju formirala vladu koju je vodio Plamen Oresharski nakon što Borisov nije uspio osigurati potporu parlamenta. Oresharskijeva vlada podnijela je ostavku u srpnju 2014. u jeku stalnih prosvjeda velikih razmjera. Privremena vlada preuzela je vlast i raspisala izbore u listopadu 2014. koji su rezultirali trećom pobjedom GERB-a, a ukupno je osam stranaka ušlo u parlament. Borisov je formirao koaliciju s nekoliko desničarskih stranaka, ali je ponovno podnio ostavku nakon što kandidat kojeg je poduprla njegova stranka nije uspio pobijediti na predsjedničkim izborima 2016. godine. Na prijevremenim izborima u ožujku 2017. ponovno je pobijedio GERB, ali s 95 mjesta u parlamentu. Formirali su koaliciju s krajnje desnim Ujedinjenim patriotima, koji su imali 27 zastupnika. Tijekom Borisovljevog posljednjeg kabineta došlo je dramatičnog smanjenja slobode tiska i brojnih otkrića korupcije što je pokrenulo još jedan val masovnih prosvjeda 2020. godine. GERB je izašao prvi na redovnim izborima u travnju 2021., ali s dosad najslabijim rezultatom. Sve druge stranke odbile su formirati vladu, i nakon kratkog zastoja, novi izbori raspisani su za srpanj 2021., a Stefan Janev je do tada bio privremeni premijer privremene vlade. Na prijevremenim izborima u srpnju 2021. antielitna stranka pod nazivom Postoji takav narod (ITN) završila je prva s 24,08% glasova, a koalicija bivšeg premijera Bojka Borisova predvođena GERB-om bila je druga s 23,51%.
Freedom House je izvijestio o kontinuiranom pogoršanju demokratskog upravljanja nakon 2009., navodeći kao problem smanjenu neovisnost medija, zastoj u reformama, zloporabu ovlasti na najvišoj razini i povećanu ovisnost lokalnih uprava o središnjoj vlasti. Bugarska je još uvijek navedena kao "slobodna", s političkim sustavom označenim kao polukonsolidirana demokracija, iako sa sve lošijim rezultatima. Democracy Index definira ju kao "demokraciju s manjkavošću". Istraživanje Instituta za ekonomiju i mir iz 2018. pokazalo je da manje od 15% ispitanika smatra da su izbori pošteni.

### Pravni sustav
Bugarska ima pravni sustav utemeljen na građanskom pravu. Pravosuđe nadzire Ministarstvo pravosuđa, a Vrhovni upravni sud i Vrhovni kasacijski sud najviši su žalbeni sudovi i nadziru primjenu zakona na nižim sudovima. Vrhovno sudbeno vijeće upravlja sustavom i imenuje suce. I domaći i međunarodni promatrači smatraju pravni sustav jednim od najneučinkovitijih u Europi zbog sveprisutne netransparentnosti i korupcije. Provedbu zakona provode organizacije uglavnom podređene Ministarstvu unutarnjih poslova. Glavna uprava nacionalne policije (GDNP) bori se protiv općeg kriminala i održava javni red. GDNP broji 26 578 policijskih službenika u svojim lokalnim i nacionalnim odjelima. Većina kaznenih predmeta povezana je s prometom, slijede krađe i kriminal povezan s drogom, dok su stope ubojstava niske. Ministarstvo unutarnjih poslova također vodi Službu granične policije i Nacionalnu žandarmeriju: specijalizirani ogranak za protuterorističke aktivnosti, upravljanje krizama i suzbijanje nereda. Protuobavještajni rad i nacionalna sigurnost u nadležnosti su Državne agencije za nacionalnu sigurnost.

### Upravna podjela
Bugarska je administrativno unitarna država. Od 1880-ih broj jedinica teritorijalne uprave kretao se od sedam do 26. Između 1987. i 1999. administrativnu strukturu činilo je devet pokrajina (oblasti). Paralelno s decentralizacijom gospodarskog sustava usvojen je novi administrativni ustroj, kojeg čini 27 pokrajina, te pokrajina glavnog grada (Sofija grad). Sva su područja dobila imena po svojim glavnim gradovima. Pokrajine su podijeljene na 265 općina kojima upravljaju gradonačelnici koji se biraju na četverogodišnji mandat, te neposredno izabrana općinska vijeća. Bugarska je visoko centralizirana država u gdje vlada izravno imenuje regionalne guvernere i sve pokrajine i općine uvelike financijski ovise o njoj.
| | \| 1. Blagoevgrad 2. Burgas 3. Dobrič 4. Gabrovo 5. Haskovo 6. Krdžali 7. Ćustendil 8. Loveč 9. Montana \| 1. Pazardžik 2. Pernik 3. Pleven 4. Plovdiv 5. Razgrad 6. Ruse 7. Šumen 8. Silistra 9. Sliven \| 1. Smoljan 2. Sofijska oblast 3. Stara Zagora 4. Trgovište 5. Varna 6. Veliko Trnovo 7. Vidin 8. Vraca 9. Jambol \| | |
| 1. Blagoevgrad 2. Burgas 3. Dobrič 4. Gabrovo 5. Haskovo 6. Krdžali 7. Ćustendil 8. Loveč 9. Montana | 1. Pazardžik 2. Pernik 3. Pleven 4. Plovdiv 5. Razgrad 6. Ruse 7. Šumen 8. Silistra 9. Sliven | 1. Smoljan 2. Sofijska oblast 3. Stara Zagora 4. Trgovište 5. Varna 6. Veliko Trnovo 7. Vidin 8. Vraca 9. Jambol |

### Vanjski poslovi i obrana
Bugarska je postala članicom Ujedinjenih naroda 1955. godine, a od 1966. tri puta bila je nestalna članica Vijeća sigurnosti, posljednji put od 2002. do 2003. Također je bila među državama osnivačima Organizacije za europsku sigurnost i suradnju (OESS) 1975. Euroatlantske integracije bile su prioritet vlasti još od pada komunizma, iako je komunističko vodstvo također imalo težnje napuštanja Varšavskog pakta i pridruživanja Europskim zajednicama već 1987. Bugarska je potpisala Ugovor o pristupanju Europskoj uniji 25. travnja 2005., a postala je punopravnom članicom Europske unije 1. siječnja 2007. Osim toga, potpisala je tripartitnu gospodarsku i diplomatsku suradnju s Rumunjskom i Grčkom, njeguje dobre veze s Kinom i Vijetnamom te ima povijesno dobre odnose s Rusijom.
Bugarska je tijekom Hladnog rata rasporedila značajan broj civilnih i vojnih savjetnika u zemljama sovjetskim saveznicima poput Nikaragve  i Libije. Prvo raspoređivanje stranih trupa na bugarskom tlu od Drugog svjetskog rata dogodilo se 2001. godine, kada je zemlja ugostila šest zrakoplova KC-135 Stratotanker i 200 osoba za podršku ratnim naporima u Afganistanu. Međunarodni vojni odnosi dodatno su prošireni pristupanjem NATO-u u ožujku 2004. i Američko-bugarskim sporazumom o obrambenoj suradnji potpisanim u travnju 2006. Zračne baze Bezmer i Graf Ignatievo, te vojni poligon Novo Selo i logističko središte u Ajtosu kasnije su postali objekti za vojnu obuku koje su zajednički koristile američke i bugarske vojske. Unatoč svojoj aktivnoj međunarodnoj obrambenoj suradnji, Bugarska se ubraja među najmiroljubivije zemlje na svijetu, držeći se na 6. mjestu zajedno s Islandom u pogledu domaćih i međunarodnih sukoba, te na 26. mjestu na Globalnom indeksu mira.
Obrana teritorija u ingerenciji je potpuno dobrovoljnih bugarskih oružanih snaga, koje čine kopnene snage, mornarica i zračne snage. Kopnene snage sastoje se od dvije mehanizirane brigade i osam samostalnih pukovnija i bataljuna ; zračne snage upravljaju sa 106 zrakoplova i sustavima protuzračne obrane u šest zračnih baza, a mornarica uključuje razne brodove, helikoptere i obalno obrambene oružje. Aktivne postrojbe smanjile su se s 152 000 1988. godine na 31 300 2017., ali dopunjene su s 3 000 rezervista i 16 000 pripadnika paravojnih postrojbi. Vojni inventar uglavnom čini sovjetsko naoružanje kao što su zrakoplovi MiG-29 i Suhoj Su-25, sustavi protuzračne obrane S-300PT i balistički projektili kratkog dometa SS-21.

## Gospodarstvo
Bugarska je zemlja s otvorenim tržišnim gospodarstvom i višim srednjim dohotkom u kojem privatni sektor čini više od 70% BDP-a. Od poljoprivredne zemlje s pretežno ruralnim stanovništvom 1948. godine, do 1980-ih Bugarska se transformirala u industrijsko gospodarstvo, sa znanstvenim i tehnološkim istraživanjem pri vrhu prioriteta svojih proračunskih rashoda. Gubitak tržišta SEV-a 1990. i kasnija " šok terapija " planskog sustava uzrokovali su nagli pad industrijske i poljoprivredne proizvodnje, nakon čega je u konačnici uslijedio ekonomski kolaps 1997. Gospodarstvo se uglavnom oporavilo tijekom razdoblja brzog rasta nekoliko godina kasnije, ali prosječna plaća od 1036 leva (oko 530 EUR) mjesečno ostaje najniža u EU. Više od petine radne snage radi za minimalnu plaću od 1,14 eura po satu.
Uravnoteženi proračun postignut je 2003. godine, a zemlja je sljedeće godine počela ostvarivati proračunski suficit. Rashodi su iznosili 21,15 milijardi dolara, a prihodi 21,67 milijardi dolara u 2017. Većina državnih izdataka za institucije namijenjena je sigurnosti. Ministarstvom obrane, unutarnjih poslova i pravosuđa dodjeljuje se najveći dio godišnjeg državnog proračuna, a najmanje onima nadležnima za okoliš, turizam i energetiku. Porezi čine najveći dio državnih prihoda i iznose 30 % BDP-a. Bugarska ima neke od najnižih stopa poreza na dobit za poduzeća u cijeloj Europskoj Uniji koji iznosi 10 %. Porezni sustav je dvostupanjski. Porez na dodanu vrijednost, trošarine, porez na dobit poduzeća i osobni dohodak nacionalni su porezi, dok porez na nekretnine, nasljedstvo i vozila naplaćuju lokalne vlasti. Snažni gospodarski rezultati u ranim 2000-ima smanjili su državni dug sa 79,6 % u 1998. na 14,1 % u 2008. Od tada se povećao na 28,7 % BDP-a do 2016., ali je i dalje treći najniži u EU.
Plansko područje Jugozapaden (hrv. 'Jugozapad')  najrazvijenija je regija s bruto domaćim proizvodom po stanovniku (PPP) od 29 816 USD u 2018. Područje obuhvaća glavni grad i okolnu Sofijsku pokrajinu, koja sama stvara 42 % nacionalnog bruto domaćeg proizvoda unatoč tome što u njoj živi samo 22 % stanovništva. Nacionalni BDP po stanovniku i troškovi života u 2019. iznosili su 53 odnosno 52,8 % prosjeka EU (100 %). Nacionalni BDP procijenjen je na 143,1 milijardi USD u 2016., s vrijednošću od 20 116 dolara po stanovniku. Statistika gospodarskog rasta uzima u obzir i nezakonite transakcije iz neformalne ekonomije, koja je kao postotak gospodarske aktivnosti najveća u EU-u. Bugarska narodna banka izdaje nacionalnu valutu lev, koja je vezana za euro po tečaju od 1,95583 leva za euro.
Nakon nekoliko uzastopnih godina visokog rasta, posljedice financijske krize 2007. – 2008. rezultirale su smanjenjem BDP-a od 3,6 % u 2009. i povećanjem nezaposlenosti. Pozitivan rast obnovljen je 2010., ali je međukompanijski dug premašio 59 milijardi USD, što znači da je 60 % svih bugarskih poduzeća bilo međusobno zaduženo. Do 2012. dug je porastao na 97 milijardi USD, odnosno 227 % BDP-a. Vlada je provela stroge mjere štednje uz podršku MMF-a i EU-a na neke pozitivne fiskalne rezultate, ali prema mišljenju Međunarodne konfederacije sindikata, socijalne posljedice tih mjera, poput povećane nejednakosti dohotka i ubrzanog iseljavanja bile su katastrofalne.
Izlijevanje javnih sredstava obiteljima i rodbini političara iz vladajućih stranaka rezultiralo je fiskalnim gubicima i gubicima na socijalnom planu za društvo. Bugarska se nalazi na 71. mjestu u Indeksu percepcije korupcije i ima najgoru razinu korupcije u Europskoj uniji, što je fenomen koji je i dalje izvorom dubokog nezadovoljstva javnosti. Uz organizirani kriminal, korupcija je imala za posljedicu odbijanje zahtjeva zemlje za ulazak u schengenski prostor i povlačenje stranih ulaganja. Vladini dužnosnici navodno se nekažnjeno bave pronevjerom, trgovinom utjecajem, kršenjem pravila javne nabave i podmićivanjem. Posebno je državna nabava kritično područje u pogledu rizika od korupcije. Procjenjuje se da se svake godine na javne natječaje potroši oko 10 milijardi leva (5,99 milijardi dolara) državnog proračuna i europskih kohezijskih fondova, a samo u 2017. godini potrošeno je gotovo 14 milijardi (8,38 milijardi USD) na javne ugovore. Velik dio tih ugovora dodjeljuje se nekolicini politički povezanih tvrtki usred raširenih nepravilnosti, kršenja procedura i prilagođenih kriterija dodjele. Unatoč opetovanim kritikama Europske komisije, institucije EU suzdržavaju se od poduzimanja mjera protiv Bugarske jer ista daje podršku Bruxellesu u brojnim pitanjima, za razliku od Poljske ili Mađarske.

### Gospodarska struktura i proizvodni sektori
Radna snaga u Bugarskoj broji 3,36 milijuna ljudi, od kojih je 6,8 % zaposleno u poljoprivredi, 26,6 % u industriji i 66,6 % u uslužnom sektoru. Rudarenje metala i minerala, proizvodnja kemikalija, izrada strojeva, proizvodnja čelika, biotehnologija, proizvodnja duhana, prerada hrane i rafiniranje nafte jesu glavne industrijske djelatnosti. Samo rudarstvo zapošljava 24 000 ljudi i stvara oko 5 % BDP-a zemlje, a broj zaposlenih u svim djelatnostima povezanim s rudarstvom je 120 000. Bugarska je peti najveći proizvođač ugljena u Europi. Lokalna nalazišta ugljena, željeza, bakra i olova vitalna su za proizvodni i energetski sektor. Glavna odredišta bugarskog izvoza izvan EU su Turska, Kina i Sjedinjene Američke Države, dok su Rusija i Turska daleko najveći uvozni partneri. Većina izvoza čine industrijska dobra, strojevi, kemikalije, gorivo i hrana. Dvije trećine izvoza hrane i poljoprivrednih proizvoda ide u zemlje OECD- a.
Iako je proizvodnja žitarica i povrća pala za 40 % od 1990. do 2008., proizvodnja žitarica se od tada povećala, a sezona 2016. – 2017. bilježi najveću proizvodnju žitarica u desetljeću. Glavne poljoprivredne kulture su kukuruz, ječam, zob i riža. Kvalitetan orijentalni duhan značajna je industrijska kultura. Bugarska je također najveći svjetski proizvođač ulja lavande i ruže, koji se značajno koriste u proizvodnji mirisa i kozmetici. U sektoru usluga, turizam značajno pridonosi gospodarskom rastu. Sofija, Plovdiv, Veliko Trnovo, obalna odmarališta Albena, Zlatni pijesci i Sunčana obala te zimska odmarališta Bansko, Pamporovo i Borovets neke su od lokacija koje turisti najviše posjećuju. Većina posjetitelja su Rumunji, Turci, Grci i Nijemci. Turizam se dodatno potiče sustavom 100 turističkih odredišta.

### Znanost i tehnologija
Potrošnja na istraživanje i razvoj iznosi 0,78 % BDP-a, a najveći dio javnog financiranja istraživanja i razvoja ide Bugarskoj akademiji znanosti (BAS). Privatna poduzeća čine više od 73 % rashoda za istraživanje i razvoj i zapošljavala su 42 % od 22 000 bugarskih istraživača u 2015. Iste godine, Bugarska je zauzela 39. mjesto od 50 zemalja na Bloombergovom Indeksu inovacija, s najvišim rezultatom u obrazovanju (24.), a najnižim u proizvodnji s dodanom vrijednošću (48.). Bugarska je rangirana na 35. mjesto u Globalnom indeksu inovacija 2021., u odnosu na 40. mjesto 2019.
Kronično premalo vladino ulaganje u istraživanje od 1990. natjeralo je mnoge stručnjake u znanosti i inženjerstvu da napuste Bugarsku.
Unatoč nedostatku financiranja, istraživanja u kemiji, znanosti o materijalima i fizici i dalje su snažna. Istraživanja Antarktika aktivno se provode kroz bazu Svetog Klimenta Ohridskog na otoku Livingston u Zapadnoj Antarktici. Sektor informacijskih i komunikacijskih tehnologija (ICT) stvara tri posto ekonomske proizvodnje i zapošljava 40 000 do 51 000 softverskih inženjera. Tijekom sovjetske ere Bugarska je bila poznata kao komunistička silicijska dolina  zbog svoje ključne uloge u proizvodnji računalne tehnologije COMECON-a. Zajednički napor komunističke vlade da podučava računalne i informatičke vještine u školama također je neizravno učinio Bugarsku glavnim izvorom računalnih virusa u 1980-im i 90-im godinama. Država je regionalni lider u računalstvu visokih performansi : upravlja Avitoholom, najmoćnijim superračunalom u jugoistočnoj Europi, i ugostit će jedno od osam petascale EuroHPC superračunala.
Bugarska je dala brojne doprinose istraživanju svemira. To uključuje dva znanstvena satelita, više od 200 tereta poslanih u orbitu i 300 pokusa u Zemljinoj orbiti, kao i dva kozmonauta od 1971. Bugarska je bila prva zemlja koja je uzgajala pšenicu i povrće u svemiru u svojim staklenicima Svet na svemirskoj postaji Mir. Bugarska je bila uključena u razvoj opservatorija za gama-zrake Granat i programa Vega, posebno u modeliranju putanja i algoritama za navođenje za obje sonde Vega. Bugarski instrumenti korišteni su u istraživanju Marsa, uključujući spektrometar koji je sondom Phobos 2 napravio prve visokokvalitetne spektroskopske slike Marsovog mjeseca Fobosa. Kozmičko zračenje na putu do i oko planeta mapirano je Liulin-ML dozimetrima na ExoMars TGO. Varijante ovih instrumenata također su ugrađene na Međunarodnu svemirsku postaju i lunarnu sondu Chandrayaan-1. Još jedna lunarna misija, SpaceIL-ov Beresheet, također je bila opremljena teretom proizvedenim u Bugarskoj. Prvi bugarski geostacionarni komunikacijski satelit BulgariaSat-1 lansirao je SpaceX 2017.

### Infrastruktura
Telekomunikacijske su usluge široko dostupne, a središnja digitalna magistralna linija povezuje većinu regija. Vivacom (BTC) opslužuje više od 90 % fiksnih linija i jedan je od tri operatera koji pružaju mobilne usluge, uz A1 i Telenor. Raširenost interneta iznosila je 69,2 % stanovništva u dobi od 16 do 74 godine i 78,9 % kućanstava u 2020.
Strateški geografski položaj Bugarske i dobro razvijen energetski sektor čine je ključnim europskim energetskim centrom unatoč nedostatku značajnih nalazišta fosilnih goriva. Termoelektrane proizvode 48,9 % električne energije, zatim nuklearna energija iz reaktora Kozloduj 34,8 % i obnovljivi izvori 16,3 %. Oprema za drugu nuklearnu elektranu u Belenama je nabavljena, ali sudbina projekta ostaje neizvjesna. Instalirani kapacitet iznosi 12 668 MW, što Bugarskoj omogućuje da premaši domaću potražnju i izvozi energiju.
Ukupna duljina državne cestovne mreže je 19 512 kilometara, od čega je 19 235 kilometara asfaltirano. Željeznice su glavni način prijevoza tereta, iako autoceste nose sve veći udio tereta. Bugarska ima 6 238 kilometara željezničke pruge, s razvijenim željezničkim vezama prema Rumunjskoj, Turskoj, Grčkoj i Srbiji, te ekspresnim vlakovima koji izravnim rutama povezuju zemlju s Kijevom, Minskom, Moskvom i Sankt Peterburgom. Sofija i Plovdiv su središta zračnog prometa u zemlji, dok su Varna i Burgas glavne pomorske trgovačke luke.

## Demografija
Stanovništvo Bugarske prema nacionalnom popisu iz 2011. godine broji 7 364 570 ljudi. Većina stanovništva, 72,5 %, živi u urbanim sredinama. Prema podacima iz 2019., Sofija je najnaseljenije urbano središte s 1 241 675 ljudi, slijede Plovdiv (346 893), Varna (336 505), Burgas (202 434) i Ruse (142 902). Bugari su glavna etnička skupina i čine 84,8% stanovništva. Turska i romska manjina čine 8,8 odnosno 4,9 posto stanovništva, Četrdesetak drugih manjina čini 0,7 %, a 0,8 % se ne identificira ni s kakvom etničkom skupinom. Bivša voditeljica Nacionalnog instituta za statistiku Reneta Indzhova osporila je brojke popisa iz 2011., sugerirajući da je stvarna populacija manja od prijavljene. Romska manjina obično se podcjenjuje u popisnim podacima i mogla bi činiti do 11 % stanovništva. Gustoća naseljenosti je 65 stanovnika po četvornom kilometru, što je gotovo upola manje od prosjeka Europske unije.
Godine 2018. prosječna stopa ukupnog fertiliteta (TFR) u Bugarskoj bila je 1,56 djece po ženi, ispod stope zamjene od 2,1 i znatno ispod povijesno visoke stope od 5,83 djece po ženi iz 1905. Bugarska tako ima jednu od najstarijih populacija na svijetu, s prosječnom dobi od 43 godine.
Bugarska je u stanju demografske krize, te je negativnom prirastu stanovništva od ranih 1990-ih, kada je gospodarski kolaps izazvao dugotrajni val iseljavanja. Otprilike 937 000 do 1 200 000 ljudi, uglavnom mladih odraslih, napustilo je zemlju do 2005. Većinu djece rađaju neudane žene. Nadalje, trećinu svih kućanstava čini samo jedna osoba, a 75,5 % obitelji nema djecu mlađu od 16 godina. Stope nataliteta su posljedično među najnižima u svijetu dok su stope smrtnosti među najvišima.
Bugarska postiže visoke rezultate u rodnoj ravnopravnosti, zauzimajući 18. mjesto u Globalnom izvješću o rodnom jazu za 2018. godinu. Iako je ženama pravo glasa omogućeno relativno kasno, 1937. godine, žene danas imaju jednaka politička prava, visoku participaciju radne snage i zakonski propisanu jednaku plaću. Godine 2021. agencija za istraživanje tržišta Reboot Online rangirala je Bugarsku kao najbolju europsku zemlju za rad žena. Bugarska ima najveći udio ICT istraživačica u EU, kao i drugi najveći udio žena u tehnološkom sektoru s 44,6 % radne snage. Visoke razine sudjelovanja žena nasljeđe su socijalističkog doba.

### Najveći gradovi
| Najveći gradovi u Bugarskoj Popis Stanovništva Bugarske 2011. | Najveći gradovi u Bugarskoj Popis Stanovništva Bugarske 2011. | Najveći gradovi u Bugarskoj Popis Stanovništva Bugarske 2011. | Najveći gradovi u Bugarskoj Popis Stanovništva Bugarske 2011. | Najveći gradovi u Bugarskoj Popis Stanovništva Bugarske 2011. | Najveći gradovi u Bugarskoj Popis Stanovništva Bugarske 2011. | Najveći gradovi u Bugarskoj Popis Stanovništva Bugarske 2011. | Najveći gradovi u Bugarskoj Popis Stanovništva Bugarske 2011. | Najveći gradovi u Bugarskoj Popis Stanovništva Bugarske 2011. | Najveći gradovi u Bugarskoj Popis Stanovništva Bugarske 2011. |
|                                                               | Poredak                                                       | Grad                                                          | Oblast                                                        | Pop.                                                          | Poredak                                                       | Grad                                                          | Oblast                                                        | Stan.                                                         |                                                               |
| ------------------------------------------------------------- | ------------------------------------------------------------- | ------------------------------------------------------------- | ------------------------------------------------------------- | ------------------------------------------------------------- | ------------------------------------------------------------- | ------------------------------------------------------------- | ------------------------------------------------------------- | ------------------------------------------------------------- | ------------------------------------------------------------- |
| Sofija Plovdiv                                                | 1                                                             | Sofija                                                        | Sofijska oblast                                               | 1 204 685                                                     | 11                                                            | Pernik                                                        | Oblast Pernik                                                 | 80 191                                                        | Varna Burgas                                                  |
| Sofija Plovdiv                                                | 2                                                             | Plovdiv                                                       | Oblast Plovdiv                                                | 338 153                                                       | 12                                                            | Haskovo                                                       | Oblast Haskovo                                                | 76 397                                                        | Varna Burgas                                                  |
| Sofija Plovdiv                                                | 3                                                             | Varna                                                         | Oblast Varna                                                  | 334 870                                                       | 13                                                            | Jambol                                                        | Oblast Jambol                                                 | 74 132                                                        | Varna Burgas                                                  |
| Sofija Plovdiv                                                | 4                                                             | Burgas                                                        | Oblast Burgas                                                 | 200 271                                                       | 14                                                            | Pazardžik                                                     | Oblast Pazardžik                                              | 71 979                                                        | Varna Burgas                                                  |
| Sofija Plovdiv                                                | 5                                                             | Ruse                                                          | Oblast Ruse                                                   | 149 162                                                       | 15                                                            | Blagoevgrad                                                   | Oblast Blagoevgrad                                            | 70 881                                                        | Varna Burgas                                                  |
| Sofija Plovdiv                                                | 6                                                             | Stara Zagora                                                  | Oblast Stara Zagora                                           | 138 272                                                       | 16                                                            | Veliko Trnovo                                                 | Oblast Veliko Trnovo                                          | 68 783                                                        | Varna Burgas                                                  |
| Sofija Plovdiv                                                | 7                                                             | Pleven                                                        | Oblast Pleven                                                 | 106 954                                                       | 17                                                            | Vraca (Bugarska)                                              | Oblast Vraca                                                  | 60 692                                                        | Varna Burgas                                                  |
| Sofija Plovdiv                                                | 8                                                             | Sliven                                                        | Oblast Sliven                                                 | 91 620                                                        | 18                                                            | Gabrovo                                                       | Oblast Gabrovo                                                | 58 950                                                        | Varna Burgas                                                  |
| Sofija Plovdiv                                                | 9                                                             | Dobrič                                                        | Oblast Dobrič                                                 | 91 030                                                        | 19                                                            | Asenovgrad                                                    | Oblast Plovdiv                                                | 50 856                                                        | Varna Burgas                                                  |
| Sofija Plovdiv                                                | 10                                                            | Šumen                                                         | Oblast Šumen                                                  | 80 855                                                        | 20                                                            | Vidin                                                         | Oblast Vidin                                                  | 40 071                                                        | Varna Burgas                                                  |

### Zdravstvo
Visoke stope smrtnosti rezultat su starenja stanovništva, velikog broja ljudi u riziku od siromaštva i slaboga zdravstvenoga sustava. Više od 80 % smrti uzrokovano je rakom i srčanožilnim bolestima, a gotovo petina njih se može izbjeći. Iako je zdravstvena skrb u Bugarskoj načelno univerzalna, troškovi iz osobnoga džepa čine gotovo polovicu svih troškova zdravstvene skrbi, značajno ograničavajući pristup medicinskoj skrbi. Ostali problemi koji ometaju pružanje skrbi su iseljavanje liječnika zbog niskih plaća, nedostatak osoblja i opreme u područnim bolnicama, nedostatak opskrbe i česte promjene osnovnoga paketa usluga za osiguranike. Bloombergov indeks učinkovitosti zdravstvene zaštite za 2018. Bugarsku je svrstao na posljednje mjesto od 56 zemalja. Prosječni životni vijek je 74,8 godina, u usporedbi s prosjekom EU-a od 80,99 i svjetskim prosjekom od 72,38.

### Obrazovanje
Javni izdaci za obrazovanje daleko su ispod prosjeka Europske unije. Obrazovni standardi su nekoć bili visoki, no značajno su opali od ranih 2000-ih. Bugarski su učenici 2001. bili među najboljima u svijetu u čitanju, postigavši bolje rezultate od svojih kanadskih i njemačkih kolega, ali do 2006. pali su rezultati u čitanju, matematici i prirodnim znanostima. Do 2018., studije Programa za međunarodno ocjenjivanje učenika otkrile su da je 47 % učenika 9. razreda funkcionalno nepismeno u čitanju i prirodnim znanostima. Prosječna osnovna pismenost iznosi 98,4 % bez značajne razlike među spolovima. Ministarstvo obrazovanja i znanosti dijelom financira javne škole, fakultete i sveučilišta, utvrđuje kriterije za udžbenike i nadzire proces njihovog izdavanja. Obrazovanje u osnovnim i srednjim državnim školama je besplatno i obvezno. Obrazovanje predviđa 12 razreda, od kojih razredi od prvog do osmog čine osnovnoškolsko obrazovanje, a od devetog do dvanaestog čine srednjoškolsko obrazovanje. Visoko obrazovanje čini četverogodišnji prvostupnički studij i jednogodišnji magisterij. Sveučilište u Sofiji je najviše rangirana institucija visokog obrazovanja u Bugarskoj.

### Jezik
Bugarski je jedini jezik sa službenim statusom i materinji je jezik za 85 % stanovništva. Pripada skupini slavenskih jezika, ali ima niz slovničkih osobitosti, koje dijeli sa svojim najbližim srodnikom makedonskim, što ga izdvaja od ostalih slavenskih jezika. Posebnosti bugarskoga jezika su složena govorna morfologija, odsutnost padeža i infinitiva te uporaba određenoga člana s nastavkom. Ostali značajni jezici koji se govore u Bugarskoj su turski i romski, kojima prema popisu iz 2011. govori 9,1 %, odnosno, 4,2 % stanovništva.

### Vjeroispovijest
Više od tri četvrtine Bugara pravoslavne je vjeroispovijesti. Sunitski muslimani druga su po veličini vjerska zajednica i čine 10% ukupnog vjerskog sastava Bugarske, iako većina njih ne prakticira vjerske obrede. Manje od 3 % stanovništva pripada drugim religijama, a 11,8 % je nereligiozno ili se ne identificira i s kakvom religijom. Bugarska pravoslavna crkva stekla je autokefalni status 927. godine i ima 12 biskupija i preko 2000 svećenika. Bugarska je sekularna država s ustavom zajamčenom vjerskom slobodom, ali je pravoslavlje označeno kao tradicijska religija.

## Kultura
Suvremena bugarska kultura spaja formalnu kulturu koja je doprinijela stvaranju nacionalne svijesti pred kraj osmanske vladavine s tisućljećima starom narodnom tradicijom. Bitna sastavnica bugarskoga folklora je vatra, koja se koristi za tjeranje zlih duhova i bolesti. Mnogi od njih su poosobljeni kao vještice, dok su druga stvorenja poput zmaja i Samodive (vila) ili dobronamjerni čuvari ili ambivalentni prevaranti. Neki obredi protiv zlih duhova preživjeli su i još uvijek se prakticiraju, ponajprije kukeri i survakane. Vrlo značajno slavlje je i martenica. Nestinarstvo, ritualni ples s vatrom tračkoga podrijetla, uvršten je na popis nematerijalne kulturne baštine UNESCO-a.
Devet povijesnih i prirodnih mjesta nalazi se na UNESCO-vom popisu svjetske baštine: Nacionalni park Pirin, prirodni rezervat Sreburna, Madarski jahač, tračke grobnice u Sveštariju i Kazanlaku, samostan Rila, Bojanska crkva, crkve uklesane u stijenama Ivanovo i drevni grad od Nesebara. Manastir Rila osnovao je Sveti Ivan Rilski, svetac zaštitnik Bugarske, čiji je život predmetom brojnih književnih izvještaja još od srednjeg vijeka.
Osnivanje preslavske i ohridske književne škole u 10. stoljeću povezuje se sa zlatnim razdobljem bugarske književnosti u srednjem vijeku. Razvoj škola kršćanskih svetih zapisa učinio je Bugarsko Carstvo središtem slavenske kulture, što je dovelo Slavene pod utjecaj kršćanstva i osiguralo im pisani jezik. slavensko pismo ćirilicu razvila je Preslavska književna škola. Trnovska književna škola, s druge strane, povezuje se sa srebrnim dobom književnosti određenim visokokvalitetnim rukopisima o povijesnim ili mističnim temama pod vladavinom dinastija Asen i Šišman. Osmanski osvajači uništili su mnoga književna i umjetnička remek-djela, a umjetničkea djelatnost nije se ponovno pojavila sve do nacionalnog preporoda u 19. stoljeću. Veliki opus Ivana Vazova (1850. – 1921.) pokrivao je svaki žanr i doticao se svakog motrišta bugarskoga društva, povezujući djela prije oslobođenja s književnošću novouspostavljene države. Značajna kasnija djela su Baj Ganjo Aleka Konstantinova, nietzscheanska poezija Penča Slavejkova, simbolistička poezija Peja Javorova i Dimča Debeljanova, marksistički nadahnuta djela Gea Mileva i Nikole Vaptsarova, te socrealistički romani Dimitra Dimova i Dimitra Taleva. Tzvetan Todorov važan je suvremeni autor, dok je Elias Canetti rođen u Bugarskoj dobio Nobelovu nagradu za književnost 1981.
Vjerskoj likovnoj umjetničkoj baštini pripadaju freske, murali i ikone, od kojih je mnoge izradila srednjovjekovna umjetnička škola u Trnovu. Poput književnosti, bugarska likovna umjetnost počela se ponovno pojavljivati tek u razdoblju narodnog preporoda. Zahari Zograf bio je pionir likovne umjetnosti u doba prije oslobođenja od osmanske vlasti. Nakon oslobođenja, Ivan Mrkvička, Anton Mitov, Vladimir Dimitrov, Tsanko Lavrenov i Zlatju Bojadžijev uvode novije stilove i sadržaj, prikazujući krajolike bugarskih sela, stare gradove i povijesne teme. Christo je najpoznatiji bugarski umjetnik 21. stoljeća, poznat po svojim pejzažnim instalacijama.
Narodna glazba daleko je najopsežnija tradicijska umjetnost i polako se razvijala kroz stoljeća kao spoj dalekoistočnih, orijentalnih, srednjovjekovnih istočno-pravoslavnih i standardnih zapadnoeuropskih tonaliteta i načina. Bugarska narodna glazba ima osebujan zvuk i koristi širok raspon tradicijskih glazbala, kao što su gadulka, gajde, kaval i tapan. Posebnost je produženo ritmičko vrijeme, koje nema ekvivalenta u ostatku europske glazbe. Ženski vokalni zbor državne televizije osvojio je nagradu Grammy 1990. za svoje izvedbe bugarske narodne glazbe. Pisana glazbena skladba može se pratiti do djela Joana Kukuzela (oko 1280. – 1360.), ali moderna klasična glazba započela je s Emanuilom Manolovom, koji je skladao prvu bugarsku operu 1890. Pančo Vladigerov i Petko Stajnov dodatno su obogatili simfoniju, balet i operu, koju su pjevači Gena Dimitrova, Boris Hristov, Ljuba Veličkova i Nikolaj Gjaurov uzdigli na svjetsku razinu.
Bugarski izvođači stekli su priznanje u drugim žanrovima poput elektropopa (Mira Arojo), jazza (Milčo Leviev) i mješavina jazza i folka (Ivo Papazov).
Bugarski nacionalni radio, bTV i dnevne novine Trud, Dnevnik i 24 Chasa neki su od najvećih nacionalnih medija. Bugarski mediji opisani su kao općenito nepristrani u svom izvještavanju početkom 2000-ih, a tiskani mediji nisu imali zakonska ograničenja. Od tada se sloboda tiska pogoršala do točke u kojoj Bugarska zauzima 111. mjesto u svijetu na Svjetskom indeksu slobode medija, niže od svih članica Europske unije i država kandidata za članstvo. Vlada je preusmjerila sredstva EU-a na njoj sklone medije i podmitila druge da budu manje kritični prema problematičnim temama, dok su se napadi na pojedinačne novinare povećali. Dosluh između političara, oligarha i medija je raširen.
Bugarska kuhinja slična je kuhinji drugih jugoistočnoeuropskih država i pokazuje snažne turske i grčke utjecaje. Jogurt, lukanka, banica, šopska salata, ljutenica i kozunak su među najpoznatijim domaćim namirnicama. Potrošnja mesa niža je od europskoga prosjeka, s obzirom na kulturnu sklonost velikom izboru salata. Bugarska je do 1989. godine bila drugi najveći svjetski izvoznik vina, ali je od tada izgubila taj položaj. Berba 2016. proizvela je 128 milijuna litara vina, od čega je 62 milijuna izvezeno uglavnom u Rumunjsku, Poljsku i Rusiju. Mavrud, Rubin, Široka melniška, Dimiat i Červen Mišket tipične su sorte grožđa koje se koriste u proizvodnji bugarskih vina. Vinjak je tradicionalna voćna rakija koja se u Bugarskoj pila još u 14. stoljeću.

## Šport
Bugarska je nastupila na prvim modernim Olimpijskim igrama 1896. godine, kada ju je predstavljao švicarski gimnastičar bugarskoga podrijetla Charles Champaud. Od tada su bugarski sportaši osvojili 55 zlatnih, 90 srebrnih i 85 brončanih odličja, zauzimajući 25. mjesto na ljestvici olimpijskih odličja svih vremena. Dizanje utega je prepoznatljiv bugarski šport. Trener Ivan Abadžijev razvio je nove prakse treninga koje su proizvele mnoge bugarske svjetske i olimpijske prvake u dizanju utega od osamdesetih. Bugarski športaši također su se istaknuli u hrvanju, boksu, gimnastici, odbojci i tenisu. Stefka Kostadinova trenutna je svjetska rekorderka u ženskom skoku u vis s 2,09 metara (6. mjesto postignuto tijekom Svjetskog prvenstva 1987). Grigor Dimitrov prvi je bugarski tenisač među trojicom najboljih na ATP-ovoj ljestvici.
Nogomet je najpopularniji šport u zemlji. Najbolja izvedba nacionalne nogometne reprezentacije bila je poluzavršnica Svjetskoga prvenstva u nogometu 1994., kada je momčad predvodio napadač Hristo Stoičkov. Stoičkov je najuspješniji bugarski igrač svih vremena, nagrađen Zlatnom kopačkom i Zlatnom loptom i smatran je jednim od najboljih na svijetu dok je igrao za Barcelonu devedesetih. CSKA i Levski, oba sa sjedištem u Sofiji, najuspješniji su klubovi u zemlji i dugogodišnji suparnici. Ludogorec je izvanredan po tome što je napredovao od mjesne četvrte lige do grupne faze UEFA Lige prvaka 2014./15. u samo devet godina. Zauzeo je 39. mjesto 2018., kao najviše rangirani bugarski klub u UEFA-i.

## Hrvatsko-bugarski odnosi
U Bugarskoj živi oko 1500 osoba hrvatskoga podrijetla. Hrvatska etnička skupina u Bugarskoj je uglavnom ogranak janjevačkih Hrvata s Kosova koji su doselili početkom 20. stoljeća i bavili se trgovinom i zlatarstvom. U Sofiji od 2005. djeluje „Kulturno prosvjetno društvo Hrvata u Bugarskoj”. U bugarskom Parlamentu djeluje Grupa bugarsko-hrvatskog prijateljstva. U Bugarskoj djeluju i hrvatski karmelićani. U Sofiji i Plovdivu postoji studij kroatistike.
Bugari se na područje Hrvatske doseljavaju u više navrata. U drugoj polovici 19. stoljeća kao studenti (uz pokroviteljstvo Josipa Jurja Strossmayera i Franje Račkoga), početkom 20. stoljeća kao poljoprivrednici, a u drugoj polovici 20. stoljeća kao studenti i umjetnici. Od 1998. godine djeluje „Nacionalna zajednica Bugara u Republici Hrvatskoj”.

## Vanjske poveznice
- Bulgaria Travel, službeni turistički portal bugarskog ministarstva turizma (engl.)
- Министерски Съвет на Република България  Arhivirana inačica izvorne stranice od 10. veljače 2011. (Wayback Machine), stranice bugarske vlade (bugarski), (engl.)

### Ostali projekti
|  | Zajednički poslužitelj ima stranicu o temi Bugarska    |
|  | Zajednički poslužitelj ima još gradiva o temi Bugarska |
|  | Zajednički poslužitelj sadrži atlas Bugarske           |